# Samuel Broderzonius
Samuel Broderzonius född omkring 1658, död 31 december 1707 i Stenbrohults församling, Kronobergs län, var en svensk präst.

## Biografi
Samuel Broderzonius föddes omkring 1658. Han är son till Petrus Brodersonius och Kirstin Torgersdotter Kleen i Stenbrohults församling. Broderzonius studerade i Växjö och blev 1678 student vid Uppsala universitet. Han prästvigdes i december 1681 och blev huspräst hos faderns 1685. År 1688 blev han kyrkoherde i Stenbrohults församling, tillträdde samma år. Broderzonius avled 1707 i Stenbrohults församling.

### Familj
Broderzonius gifte sig första gången 1687 med Marna Jöransdotter Schee (1664–1703). Hon var dotter till kyrkoherden Jörgen Simonsson Schee och Anna Pedersdotter i Visseltofta församling. De fick tillsammans barnen Christina Brodersonia (född 1688) som gifte sig med kyrkoherden Nils Linnaeus i Stenbrohults församling, komministern Petrus Broderzonius (född 1691) i Nydala församling, Anna Maria (född 1692) som gifte sig med komministern Petrus Zelander och Erland Nicander och komministern Georg Broderzonius (född omkring 1694) i Södra Solberga församling.
Broderzonius gifte sig andra gången med Elisabet Lindelia. Hon var dotter till kyrkoherden Ericus Lindelius och Elisabet Scharp i Kvenneberga församling. Efter Broderzonius död gifte Lindelia om sig med häradsskrivaren Anders Lindqvist.